# 查尔斯·狄克逊
查尔斯·狄克逊（英語：Charles P. Dixon，1873年2月7日—1939年4月29日），英国男子网球运动员。他曾代表英国参加1908年和1912年夏季奥林匹克运动会网球比赛，获得一枚金牌、一枚银牌和二枚铜牌。